# Euphorbia rupestris
Euphorbia rupestris är en törelväxtart som beskrevs av Carl Anton von Meyer och Carl Friedrich von Ledebour. Euphorbia rupestris ingår i släktet törlar, och familjen törelväxter.
Artens utbredningsområde är Altai. Inga underarter finns listade i Catalogue of Life.